# خاکینه پایین
خاکینه پایین، روستایی از توابع بخش طارم سفلی شهرستان قزوین در استان قزوین ایران است.

## مردم
مردم این روستا به زبان لری وسخن می گویند و از طایفه لر چگینی هستند.

## جمعیت
این روستا در دهستان نیارک قرار دارد و براساس سرشماری مرکز آمار ایران در سال ۱۳۸۵، جمعیت آن ۸۰ نفر (۱۸خانوار) بوده‌است.